# IC 4477
IC 4477 ist eine Spiralgalaxie vom Hubble-Typ Sc? im Sternbild Bärenhüter am Nordsternhimmel. Im gleichen Himmelsareal befindet sich IC 4479. Sie ist rund 631 Millionen Lichtjahre von der Milchstraße entfernt.
Entdeckt wurde das Objekt am 24. Juli 1895 von Stéphane Javelle.